# Râul Vidra, Putna
Râul Vidra este un curs de apă, afluent al râului Putna. 

## Hărți
- Ovidiu Gabor - Economic Mechanism in Water Management ][nefuncțională]